# Reißverschlussverfahren

Österreichisches Hinweiszeichen 23c – Fahrstreifenverminderung

Als Reißverschlussverfahren oder Reißverschlusssystem  bezeichnet man im Straßenverkehr eine Art des Einordnens. Werden zwei Fahrstreifen auf einen zusammengeführt, so müssen sich die Fahrzeuge an der Engstelle ähnlich einem Reißverschluss abwechselnd einordnen, um den Verkehr auf beiden Spuren flüssig zu halten.

## Rechtsgrundlage
Das Verhalten bei Engstellen ist im Allgemeinen in der Straßenverkehrsordnung (StVO) des jeweiligen Landes geregelt.

„Ist auf Straßen mit mehreren Fahrstreifen für eine Richtung das durchgehende Befahren eines Fahrstreifens nicht möglich oder endet ein Fahrstreifen, ist den am Weiterfahren gehinderten Fahrzeugen der Übergang auf den benachbarten Fahrstreifen in der Weise zu ermöglichen, dass sich diese Fahrzeuge unmittelbar vor Beginn der Verengung jeweils im Wechsel nach einem auf dem durchgehenden Fahrstreifen fahrenden Fahrzeug einordnen können (Reißverschlussverfahren).“

„Wenn auf Straßen mit mehr als einem Fahrstreifen für die betreffende Fahrtrichtung das durchgehende Befahren eines Fahrstreifens nicht möglich oder nicht zulässig ist oder ein Fahrstreifen endet, ist den am Weiterfahren gehinderten Fahrzeugen der Wechsel auf den zunächst gelegen verbleibenden Fahrstreifen in der Weise zu ermöglichen, dass diese Fahrzeuge jeweils im Wechsel einem auf dem durchgehenden Fahrstreifen fahrenden Fahrzeug nachfolgen können (Reißverschlusssystem).“

„Ist auf Strassen mit mehreren Fahrstreifen in eine Richtung das durchgehende Befahren eines Fahrstreifens nicht möglich oder endet ein Fahrstreifen, so ist unmittelbar vor Beginn der Verengung den am Weiterfahren gehinderten Fahrzeugen abwechslungsweise der Übergang auf den benachbarten Fahrstreifen zu ermöglichen.“

## Rechtsprechung
Ob bereits ein Hindernis auf einer Fahrspur das Reißverschlussverfahren aktiviert, ist in deutscher Rechtsprechung umstritten. Im Urteil 12 U 4191/89 wird es von dem Kammergericht Berlin bejaht, im Urteil 334 C 28675/11 von dem Amtsgericht München dagegen verneint.

## Akzeptanz

Zusatzschild in Deutschland (Zusatzzeichen 1005-30)

Nach wie vor versuchen viele Fahrzeugführer, sich bereits weit vor der eigentlichen Verengung einzuordnen, was zu vermeidbaren Staus führt, weil in diesem Fall eine Verlangsamung des Verkehrs bereits vor der Engstelle stattfindet und außerdem die Situation entstehen kann, dass ein Verkehrsteilnehmer, der bereits ein einscherendes Fahrzeug auf seinen Fahrstreifen hat fahren lassen, an der Engstelle (oder bei weiteren vorzeitigen Fahrstreifenwechseln bereits auch davor) erneut ein Fahrzeug auf seinen Fahrstreifen lassen muss. Er hat, im übertragenen Sinn, somit also zwei (oder mehr) Reißverschlusszähne passieren lassen. Verglichen mit einem realen Reißverschluss wird deutlich, warum diese Vorgehensweise nicht sinnvoll erscheint und dadurch auch ein erhebliches Aggressionspotential birgt. Zunehmend sieht man daher Verkehrsschilder mit einer Aufforderung, sich erst an der Engstelle einzuordnen. In vielen Bundesländern wird vor der Engstelle eine durchgezogene Linie eingerichtet, um ein zu frühes Einfädeln zu verhindern.